# Arte público

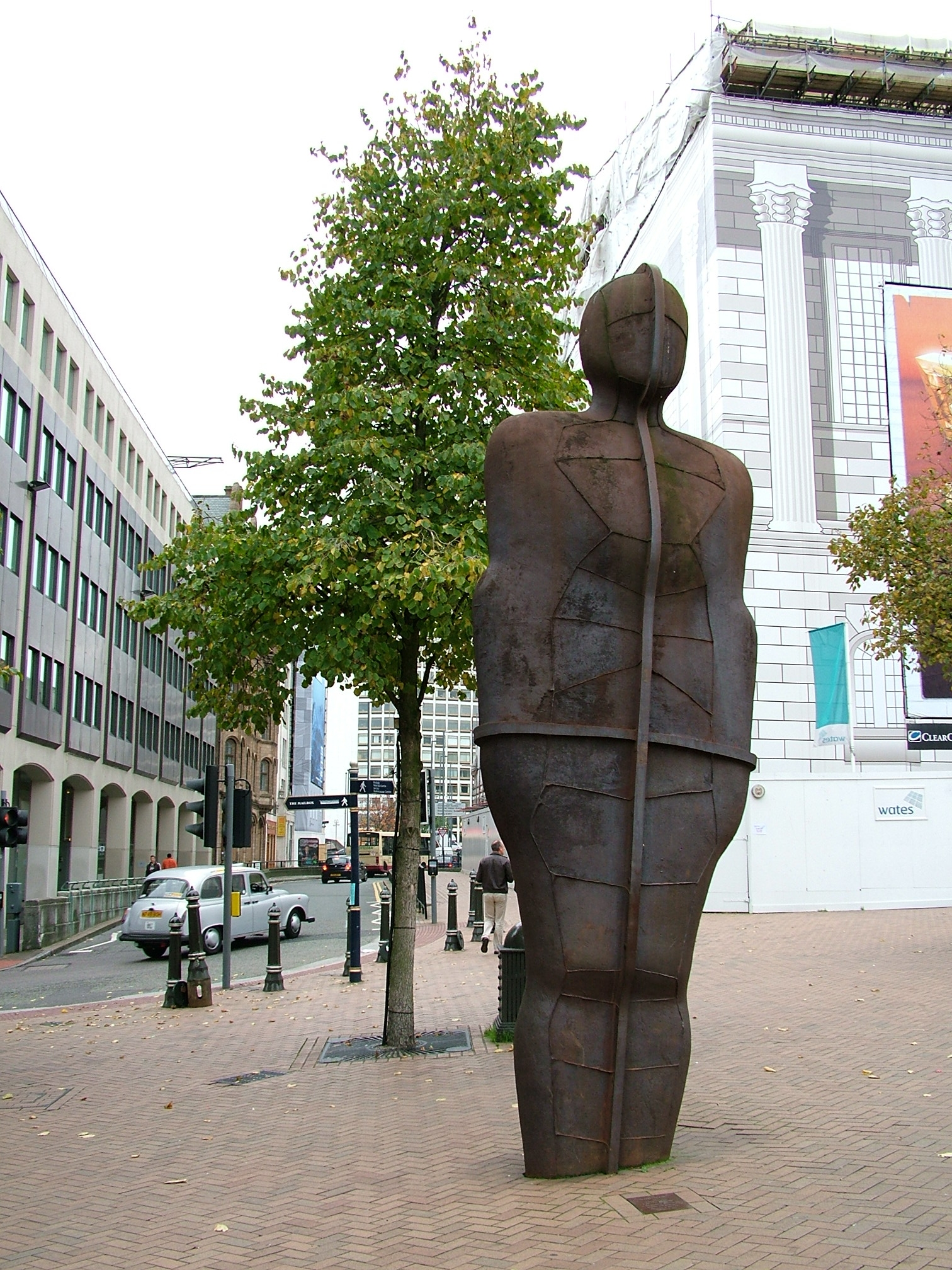
El hombre de hierro, de Antony Gormley, en Birmingham, Reino Unido

El 'arte público '  trabajos de arte de cualquier medio, planeados y ejecutados con la intención específica de la localización, o para el dominio público, generalmente exterior y accesible a todos (ejemplo: el grafiti, o arte callejero). El término es especialmente significativo dentro del mundo del arte, como una práctica de funcionamiento particular, a menudo con implicaciones de arte en un lugar específico, para que la comunidad pueda colaborar en su trabajo. El término a veces también se aplica para incluir cualquier obra que se exhiba en algún espacio público, incluyendo edificios públicos accesibles.
El arte público ha sido desde hace tiempo una parte relevante del desarrollo de las artes en varias partes del mundo y en diversas épocas. Empezando por las catedrales góticas de la Edad Media. La relevancia del arte público hoy en día se da, como una lucha entre la estancia del arte en sus antiguos establecimientos: museos, galerías, salones privados, etc., sin que sea posible el disfrute de ellos por el resto de la sociedad.
El arte público se ha caracterizado por poseer una gran fuerza política, esto es básico, pues al ser y estar destinada a un espacio público, se convierte en una práctica política.

## El porcentaje para el arte

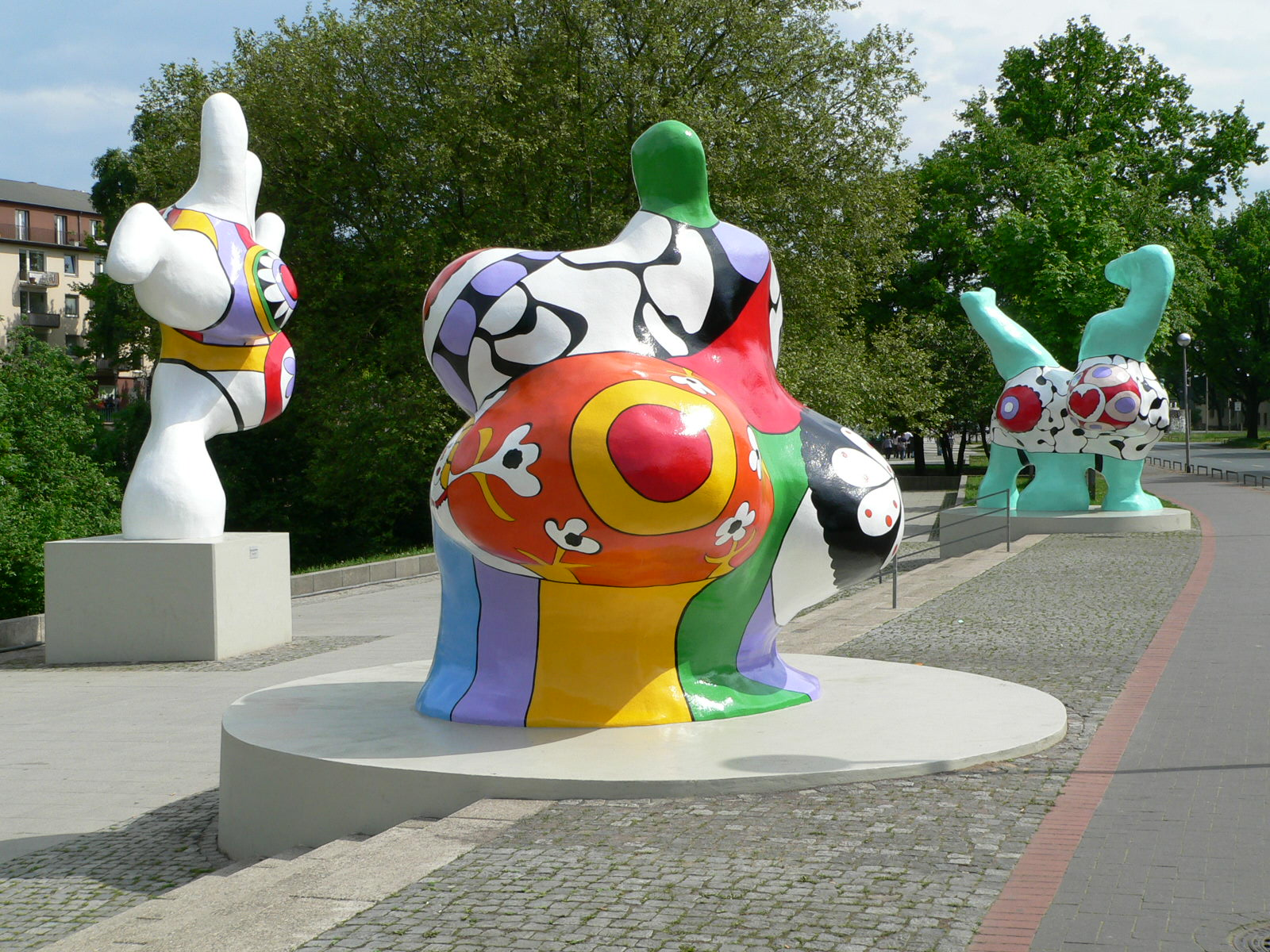
"Nanas" de Niki de Saint Phalle en Hannover, Alemania

El arte público puede estar instalado generalmente con la autorización y la colaboración del gobierno o de la compañía que tiene los derechos o administra el espacio. Algunos gobiernos animan activamente la creación del arte público, por ejemplo, para las ilustraciones en nuevos edificios aplicando la política de a el por ciento para el arte, el 1% del coste de construcción para el arte es un estándar, pero la cantidad varía extensamente de un sitio a otro. Los costes de la administración y de mantenimiento se retiran a veces antes de que el dinero se distribuya para el arte. Esto en la ciudad de Los Ángeles, por ejemplo el poto.

## Arte público interactivo
Algunas formas de arte público se diseñan para animar la participación de la audiencia de una manera  en que se pueda interactuar con las manos. Los ejemplos incluyen el arte público instalado en los museos de ciencia con manos tales como la pieza central arquitectónica principal de Ontario. Estas ilustraciones permanentemente instaladas son una fuente que en algunos casos pueden representar algo con lo que interactuar.